# Козулинская (Красноборский район)
Козулинская — деревня в Красноборском районе Архангельской области. Входит в состав Черевковского сельского поселения.

## География
Находится в юго-восточной части Архангельской области на расстоянии приблизительно 41 км на запад-северо-запад по прямой от административного центра района села Красноборск на левобережье реки Северная Двина.

## История
В 1859 году здесь (деревня Сольвычегодского уезда Вологодской губернии) было учтено 8 дворов.

## Население
Численность населения: 49 человек (1859 год), 51 (русские 98 %) в 2002 году, 41 в 2010.